# تفجيرات تشابهار الانتحارية 2010
تم تنفيذ تفجيرات تشابهار الانتحارية 2010 في 14 ديسمبر 2010 مـ، من قبل اثنين من الانتحاريين الذين فجروا أنفسهم في موكب حداد شيعي مزدحم في مدينة تشابهار الإيرانية الساحلية خارج مسجد الإمام حسين. وقعت التفجيرات يوم تاسوعاء، عندما تجمع المسلمون الشيعة هناك لإحياء ذكرى استشهاد الحُسين بن علي حفيد الرسول محمد من خليفته الإمام علي بن أبي طالب وابنته فاطمة. وأسفرت التفجيرات عن مقتل ما لا يقل عن 32 وجرح 95 شخصًا.

## التفجيرات
قام الانتحاري الأول بتفجير المتفجرات التي كانت بحوزته خارج مسجد الإمام الحسين، ونفذ الانتحاري الآخر التفجير في حشد من المصلين الشيعة قبل يوم من عاشوراء. ووفقًا لمحافظ مدينة تشابهار، علي فطاني، فقد توفي الانتحاري الأول، وتم القبض على الثاني.

## الخسائر البشرية
يعتقد أن أكثر من 35 مصليًا تقريبًا لقوا مصرعهم في الانفجار، وجرح أكثر من 100.

## المشتبه بهم
وفقًا لتقرير نشر على موقع العربية للأخبار، ادعت جماعة جند الله، جماعة متمردة سنية، مسؤوليتها عن الهجمات على الشيعة خارج المسجد. ادعى محافظ مدينة تشابهار، علي فطاني، أنه تم القبض على العقل المدبر للهجمات.